# Titularbistum Amantea
Amantea ist ein Titularbistum der römisch-katholischen Kirche.
Es geht zurück auf einen Bischofssitz in der Stadt Amantea, die sich in der italienischen Region Kalabrien befindet. Das Bistum Amantea war dem Erzbistum Reggio Calabria als Suffraganbistum unterstellt.
Am 8. Februar 2018 wurde Amantea durch Papst Franziskus als Titularsitz wiedererrichtet und am 26. Februar desselben Jahres erstmals vergeben.
| Titularbischöfe von Amantea |                                              |                       |                  |     |
| Nr.                         | Name                                         | Amt                   | von              | bis |
| 1                           | Alfred Xuereb Titularerzbischof pro hac vice | Apostolischer Nuntius | 26. Februar 2018 |     |